# اگیوی تئودوروی
اگیوی تئودوروی (به لاتین: Agioi Theodoroi) یک جزیره در یونان است که در Chania Municipality واقع شده‌است. اگیوی تئودوروی ۰ نفر جمعیت دارد و ۱۶۵ متر بالاتر از سطح دریا واقع شده‌است.